# T. B. Joshua

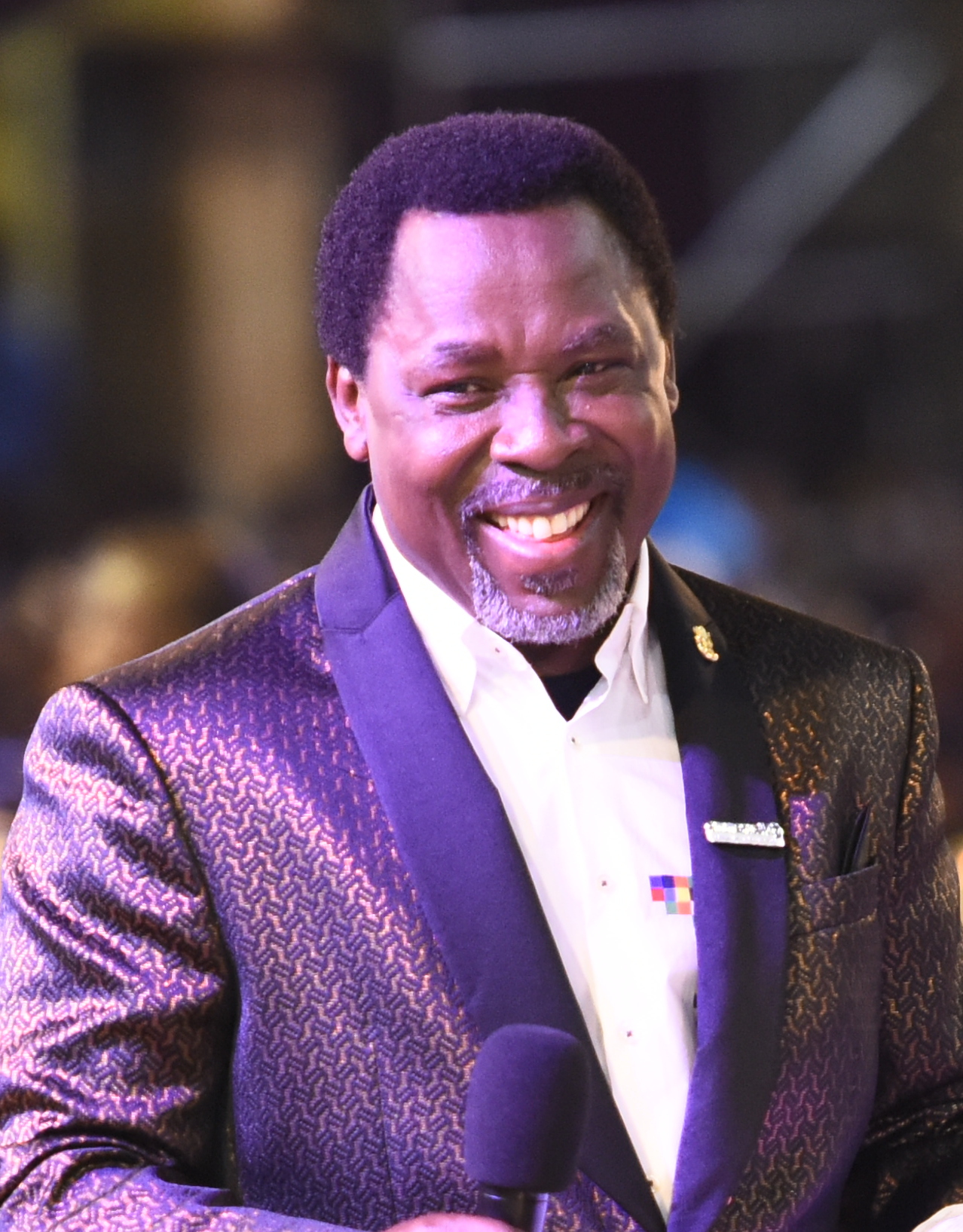
T. B. Joshua, 2014

Temitope Balogun Joshua (* 12. Juni 1963 in Arigidi-Akoko in Ondo, Nigeria; † 5. Juni 2021 in Lagos) war ein Pastor, Evangelist und Heilungsprediger der charismatischen Bewegung. T. B. Joshua begründete in Lagos die Kirche „The Synagogue, Church Of All Nations“ (SCOAN) und den Fernsehsender „Emmanuel TV“ mit ca. 50.000 Besuchern wöchentlich.

## Leben
Über das Leben in den Jahren vor der Gründung der SCOAN-Kirche durch T.B. Joshua ist wenig bekannt. Sein Aufstieg als Führer einer religiösen Gruppe fällt in die Zeit einer schweren Wirtschaftskrise in Nigeria, die Mitte der 1980er-Jahre mit dem Einbruch der Ölpreise einsetzte und zum Zusammenbruch der sozialen Systeme führte. Das verschaffte christlichen Predigern aus der Pfingstbewegung vermehrt Zulauf.
Nach dem Erdbeben in Haiti im Jahr 2010 schickte Joshua ein Team aus medizinischen Fachkräften und Ersthelfern, um die „Klinik Emmanuel“ aufzubauen. In Anbetracht der humanitären Hilfe wurde ihm am 22. Dezember 2008 von Präsident Umaru Musa Yar’Adua ein Nationalpreis verliehen.
T.B. Joshua wurde unter anderem bekannt für Geistheilungen, bei denen er Anhänger von gesundheitlichen Problemen für geheilt erklärte. Den Einsturz eines Gästehauses seiner Kirche im Jahr 2014 in Lagos, mit 116 Todesopfern, verklärte T.B. Joshua zu einem versuchten Mordanschlag auf seine Person. Kritiker wurden, etwa durch Videos auf Youtube, verhöhnt. Ein Jahr später erklärte eine Untersuchungskommission, dass das Gebäude als Folge von Baumängeln eingestürzt war. Strafrechtliche Ermittlungen gegen T.B. Joshua verliefen im Sande.
Er verstarb am 5. Juni 2021, eine Todesursache wurde zunächst nicht veröffentlicht. Nach der mehrtägigen Beerdigungszeremonie wurde die Leiche im zentralen SCOAN Komplex beigesetzt.

## Kritik
T. B. Joshuas unkonventionelle Methoden werden von christlichen Kritikern sehr skeptisch beobachtet. Der nigeriaweit bekannte Fernsehprediger Chris Okotie warf ihm „schamanistische Praktiken“ vor. Die Pentecostal Fellowship of Nigeria (PFN), der Dachverband der Pfingstgemeinden Nigerias, soll der Synagogue-Kirche die Mitgliedschaft verweigert haben. Andere Stimmen behaupten, dass T. B. Joshua niemals um eine Aufnahme in den Verband gebeten habe und die aggressive Haltung der Mitchristen in Nigeria Lüge und Neid geschuldet sei. Der Gründer von Christ Embassy (auch in Deutschland vertreten), Chris Oyakhilome, bekannt als „Pastor Chris“, sagte in einem Interview, dass Chris Okotie, Bishop Mike Okonkwo, Pastor Tunde Bakare und die Verantwortlichen des PFN-Vorstandes einer Täuschung unterlägen, weil sie den falschen Quellen Glauben schenkten. Weiter fügte er hinzu, dass die SCOAN Mitglied in der Christian Association of Nigeria (CAN) sei, ähnlich der Arbeitsgemeinschaft Christlicher Kirchen in Deutschland, und diese Tatsache Bestätigung genug sei, unabhängig von einer fraglichen Mitgliedschaft bei der PFN.
Für einige seiner Prophezeiungen stand er ebenfalls in der Kritik. Im Jahr 2016 sagte er voraus, dass Hillary Clinton die US-Präsidentschaftswahl gewinnen werde. Als Donald Trump die Wahl gewann, wurden die von Joshua herausgegebenen Facebook-Einträge zu der Prophezeiung gelöscht. Stattdessen wurde ein Statement abgegeben, die Gebete seiner Anhänger hätten das Wahlergebnis geändert, und deshalb sei die Prophezeiung nicht erfüllt worden. Am 8. März 2020 behauptete Joshua in seiner Sonntagsandacht Corona würde am 27. März 2020 beendet sein. Es würde „genauso verschwinden, wie es in die Welt gekommen ist.“ Dies ist nicht eingetreten.

Im Jahr 2024 veröffentlichte die BBC detaillierte Anschuldigungen mehrerer früherer Anhängerinnen Joshuas, denen zufolge er sie über Jahre hinweg wiederholt sexuell missbraucht und vergewaltigt hat. Demnach ist es in einem an die SCOAN angrenzenden Anwesen, in dem Joshua und ausgewählte Anhängerinnen lebten, darüber hinaus auch zu Folter und Zwangsabtreibungen gekommen.
/ref>

## Bücher
- The Mirror, in Zusammenarbeit mit Evelyn Joshua
- The Step Between You And The Cure
- What The Future Holds
- Daily Time With God